# Torre San Bernardino
Torre San Bernardino (205 m s.l.m.) situata sulle alture di Castelletto, è una delle torri ottocentesche costruite a difesa del nucleo della città di Genova. La sua costruzione iniziò intorno al 1820. Terminata cinque anni dopo, la torre fu impiegata prevalentemente come postazione avanzata della vicina porta San Bernardino.

## Storia
Costruita tra il 1820 e il 1825, questa torre in laterizio presenta notevoli affinità con le altre torri di Genova, quali Torre Quezzi e Torre Monteratti, contraddistinta però da una struttura più snella. A metà Ottocento, la torre era utilizzata come "Caserma, Corpo di Guardia e deposito polveri" fino al 1914 quando viene utilizzato tra vari passaggi e concessioni, per diversi scopi, tra cui abitazione civile.

Nel 1934 Torre San Bernardino passa di proprietà del comune, e attualmente risulta in stato di abbandono.

## Struttura
L'accesso alla torre avveniva tramite una lunga caponiera realizzata nel 1826, con ingresso nel rivellino antistante porta San Bernardino e dotata di numerose feritoie per battere la strada di accesso.

La torre è strutturata su tre piani, di cui uno interrato adibito a magazzino con una cisterna per l'acqua. Al piano terra sono presenti 3 cannoniere e numerose feritoie, come al primo piano, dove inoltre la cannoniera presenta ancora l'originale inferriata in ferro ancora funzionante.

All'interno della torre sono ancora presenti gli anelli per l'imbrigliamento dei cannoni, la comunicazione ai vari livelli è assicurata da una ripida scala che porta fino al terrazzo del tetto, in cui si nota la lieve pendenza per il reflusso delle acque che incanalate in un canale portava l'acqua nella cisterna sotterranea. Sul lungo parapetto del tetto si aprono poi numerose caditoie le quali conservano ancora oggi le grate di chiusura, e al centro della copertura è presente una chiusura in marmo, oggi cementata, che serviva a facilitare l'evacuazione dei fumi di scarico delle artiglierie.

Le artiglierie presenti nella torre comprendeva un cannone da 9 pollici BR (Ret), oltre alle varie armi da fuoco portatili.

## Come arrivare
Per arrivare a Torre San Bernardino, da Piazza Manin si seguono le indicazioni stradali verso la stazione di Genova-Casella, poi lungo le Mura di San Bartolomeo si prosegue per via Carso dove dalla prima curva a gomito parte una stradina che conduce alla torre.